# غلشكنان (سفلى أردستان)
غلشکنان (بالفارسية: گلشکنان) هي قرية تقع في إيران في Sofla Rural District. يقدر عدد سكانها بـ 28 نسمة بحسب إحصاء 2016.